# 1979 HW6
1979 HW6 är en asteroid i huvudbältet som upptäcktes den 26 april 1979 av Perth-observatoriet.
Asteroiden har en diameter på ungefär 3 kilometer.